# Lackovce
Lackovce  est un village de Slovaquie situé dans la région de Prešov.

## Histoire
Première mention écrite du village en 1451.

## Démographie

### Évolution de la population
| Année:               | 1994. | 2004. | 2014.    | 2024.    |
| -------------------- | ----- | ----- | -------- | -------- |
| Nombre de personnes: | 0     | 578   | 702      | 927      |
| Différence:          |       | –     | +21,45 % | +32,05 % |

| Année:               | 2023. | 2024.   |
| -------------------- | ----- | ------- |
| Nombre de personnes: | 901   | 927     |
| Différence:          |       | +2,88 % |